# Hemibagrus wyckioides
Hemibagrus wyckioides is een straalvinnige vissensoort uit de familie van de stekelmeervallen (Bagridae). De wetenschappelijke naam van de soort is voor het eerst geldig gepubliceerd in 1949 door Fang & Chaux.